# إدوارد ارفيج ادواردز
وهو سياسي أمريكي ينتمي إلى الحزب الديمقراطي ولد ادوارد ارفيج ادواردز في الأول من شهر كانون الأول - ديسمبر من عام 1863 في ولاية نيو جرسي درس ادواردز في جامعة نيويورك كان ادوارد ارفيج ادواردز حاكما على ولاية نيوجرسي ما بين 20 كانون الثاني - يناير من عام 1920 إلى 15 كانون الثاني - يناير من عام 1923 مات ادوارد ارفيج ادواردز منتحرا في 26 كانون الثاني - يناير بعد أن أطلق النار على نفسه في منزله في مدينة جيرسي ستي.